# Teut Andreas Riese
Teut Andres Riese, auch Teut-Andreas Riese (* 7. Mai 1912 in Eisleben; † zwischen 1985 und 1990), war ein deutscher Anglist und Hochschullehrer.

## Leben und Werk
Er war der Sohn des Oberbürgermeisters von Eisleben, des Juristen Hans Riese. Nach dem Schulabschluss studierte Riese und promovierte zum Dr. phil. Ab 1956 war er Dozent an der Universität Freiburg im Breisgau. 1961 wurde er dort planmäßiger außerordentlicher Professor für Anglistik und Amerikanistik.

## Schriften (Auswahl)
- Die englische Psalmdichtung im sechzehnten Jahrhundert. 1937.
- Das englische Erbe in der amerikanischen Literatur. 1958.
- (mit Dieter Riesner): Versdichtung der englischen Romantik. Erich Schmidt, 1968.
- Möglichkeiten und Grenzen literaturgeschichtlicher Betrachtung. In: Jahrbuch für internationale Germanistik II.1 (1970), S. 29 ff.
- Anglistische Forschungen. Heft 136. Winter, Heidelberg 1979.
- Die weiten Horizonte. Pressler 1986.